# 広島レクイエム
「広島レクイエム」（ひろしまレクイエム、英：HIROSHIMA REQUIEM for Strings）は、糀場富美子が1979年に作曲した弦楽合奏曲。完成の翌年に広島市に寄贈され、1985年に改訂された。当初は「レクイエム広島」というタイトルであったが、後に「広島レクイエム」と改められた。

## 概説
1979年、糀場は日本弦楽指導者協会理事の中村哲二に依頼され、「広島レクイエム」を作曲。1980年に演奏される予定であったが、技術的に難しく延期になり、曲は広島市に寄贈された。
1985年、指揮者レナード・バーンスタインが被爆40周年を悼んで企画した広島平和コンサートにて、バーンスタインの選曲により演奏されることになり、糀場は曲の前半を大幅に改訂する。日本初演は8月6日、指揮は大植英次、ECYO（現在のEUユース管弦楽団）により行われた。バーンスタインが来日するというのでその演奏会を聴きにきていた指揮者小澤征爾が曲を気に入り、ボストン交響楽団で演奏した。
両親共に広島生まれである糀場は、「この曲は、いつかは絶対に書かなければいけないと思っていた曲なのである。」と語っており、糀場の家族やその周囲の人々から聞かされた原爆のおそろしい体験談を通じて書かれたのがこの作品である。
20年後の2005年に糀場が作曲した「未風化の7つの横顔～ピアノとオーケストラのために」では、この「広島レクイエム」の祈りのモチーフを踏襲している。

## 曲の構成
Molto Lento~Lento~Poco Più Mosso~Lento~Molto Lento。一曲を通しての演奏時間は約11分となっている。
この曲はレクイエムと名づけられているが、ミサなどにおけるレクイエムとは異なり、広島における原爆犠牲者を弔う曲となっている。編成はヴァイオリンソロを伴う弦楽合奏で、終曲部に祈りをこめたアンティークシンバルが4回鳴らされる。このアンティークシンバルは1985年の改訂時に追加されたものである。
曲の前半部分は、原爆で傷つき死んでていった人々のうめき、悲しみを表しており、曲の後半部分は、その人々がその人々が苦しみからのがれて、神の元へ赴き、神のひざもとでやすらかに眠れるようにとの祈りである。
なお、この曲のスコアにおけるスラーは全てフレージングスラーでかかれており、ボウイングを示すものではない。

## 主な演奏
- 1985年8月1日
  - 指揮：大植英次（世界初演）、演奏：ECYO、 場所：アテネ[10]
- 1985年8月6日
  - 指揮：大植英次（日本初演）、演奏：ECYO、 場所：広島郵便貯金会館[11]
- 1985年11月
  - 指揮：小澤征爾、演奏：ボストン交響楽団、場所：ボストン[12]
- 1991年
  - 指揮：田中良和、演奏：広島交響楽団、場所：ウィーン（広響国連平和コンサート）[4]
- 1995年7月30日
  - 指揮：大山平一郎、演奏：（サンタフェ室内楽音楽祭）フェスティヴァル・アンサンブル、場所：サンタフェ[13]
- 1995年12月1日
  - 指揮：大植英次、演奏：ミネソタ管弦楽団、場所：オーケストラホール（ミネアポリス）[14][15]
- 2010年11月1日
  - 指揮：秋山和慶、演奏：広島交響楽団を中心とするオールジャパン・シンフォニックオーケストラ、場所：広島国際会議場 フェニックスホール[7]
  - 指揮：池田開渡、演奏：東京音楽大学学生有志、場所：所沢市民文化センター ミューズ

## 録音
- 糀場富美子 作品集—広島レクイエム—現代日本の作曲家シリーズ 第53集（FONTEC FOCD2583) 2018.3[16]
  - 広島レクイエム：弦楽合奏のための（1985）秋山和慶指揮 広島交響楽団他（ライヴ録音）